# 港深西部鐵路
港深西部鐵路（英語：Hong Kong-Shenzhen Western Rail Link），又稱港深機場鐵路或港深西部快速軌道，是一條規劃中的跨境鐵路。根據2021年的北部都會區發展策略報告，港深西鐵將連接深圳西部及洪水橋站。

## 香港政府規劃

### 2000年：早期規劃
早在鐵路發展策略2000的長遠發展方案中，建議興建海灣線和赤鱲角線與港深機場鐵路的香港段定線大致相似。

### 2011年：《檢討及修訂鐵路發展策略2000》
2011年，香港政府在立法會提交檢討及修訂《鐵路發展策略2000》之研究方案，當中包括港深西部快速軌道。2012年，政府於「我們未來的鐵路」第一階段諮詢整合以上路線建議，成為與港深機場鐵路計劃相似的港深西部快速軌道：機場聯絡線，另有本地支線和跨界支線。

### 2020年代規劃
2021年10月，時任香港特首林鄭月娥發表2021年施政報告當中，規劃港深西部鐵路隨北部都會區發展興建，並於香港境內設洪水橋、廈村及流浮山三站。及後於2022年12月的《中部水域人工島研究討論文件》中，又建議興建港島西至洪水橋鐵路，以接駁港島、東大嶼都會及港深西部鐵路。2025年3月，於《北部都會區鐵路項目的推展情況》中，擬議全綫以地下形式興建，並目標於2035年同步開通香港段和深圳段。
| 車站名稱           | 换乘路线                                                   | 所在區域       | 所在區域 | 營運商             |
| ------------------ | ---------------------------------------------------------- | -------------- | -------- | ------------------ |
| 港深西部鐵路       |                                                            |                |          |                    |
| ↑ 往深圳前海地區 ↑ |                                                            |                |          |                    |
| 深港邊界           |                                                            |                |          |                    |
| 流浮山             | 尖鼻咀至白泥自動捷運系統                                   | 香港特別行政區 | 元朗區   | 未知               |
| 厦村               | 洪水橋／厦村新發展區綠色運輸系統、尖鼻咀至白泥自動捷運系統 | 香港特別行政區 | 元朗區   | 未知               |
| 洪水橋             | 港鐵洪水橋站：屯馬綫 、港島西至洪水橋鐵路                  | 香港特別行政區 | 元朗區   | 未知               |
| 港島西至洪水橋鐵路 |                                                            |                |          |                    |
| 洪水橋             | 屯馬綫 、港深西部鐵路                                      | 香港特別行政區 | 元朗區   | 港鐵或新鐵路經營者 |
| 屯門東             |                                                            | 香港特別行政區 | 屯門區   | 港鐵或新鐵路經營者 |
| 欣澳               | 東涌綫 、迪士尼綫                                          | 香港特別行政區 | 荃灣區   | 港鐵或新鐵路經營者 |
| 人工島C島          | 交椅洲人工島環保集體運輸系統                               | 香港特別行政區 | 離島區   | 港鐵或新鐵路經營者 |
| 人工島A島          | 交椅洲人工島環保集體運輸系統                               | 香港特別行政區 | 離島區   | 港鐵或新鐵路經營者 |
| 香港大學           | 港島綫 、南港島綫 (西段)                                   | 香港特別行政區 | 中西區   | 港鐵或新鐵路經營者 |

运输及物流局于2025年3月向立法会提交文件，披露港深西部鐵路洪水橋至前海段初步规划的走线。该段全长约18.1公里（其中深圳段10.8公里、香港段7.3公里），全線以地下形式興建，设有5个车站。线路在深圳侧设「一地兩檢」口岸，香港境內不設清關設施。目标在2035年同步开通深圳段及香港段。

## 深圳政府規劃

### 2007年：初步規劃
2007年2月，深圳远期轨道网络规划初步方案中，規劃以穗莞深城際線支線形式連接深圳機場、前海地區及香港機場。而在2007年7月公佈的深圳市軌道交通規劃中，該支線已經被下述的新方案取代。
同年2007年7月，據深圳市規劃局編制的「深圳市軌道交通規劃」中，「西部深港城際線」屬遠期規劃，會在深圳西部的前海灣出發，經蛇口半島，橫過后海灣。進入香港之後，在新界西北部分支，一支線通往香港國際機場，另一支線則連接「香港中心區」。

### 2013年：《前海樞紐工程可行性報告》
2013年11月所公佈的《深圳市前海综合交通枢纽工程可行性研究报告》中指出，將興建「西部過境線」。該線起点为深圳机场站，下穿机场南路及机荷高速公路，向南沿當時擬建的海滨大道前行，经宝安中心区至前海片区，并设置前海枢纽站。经过前海片区后继续向南跨海至香港新界屯门西，主线沿青山西前行至龙鼓滩后，在此跨海至香港机场，设置香港机场站。同时，跨海后支线线路向东至洪水桥站。列車運行模式將分爲兩種，分別是來往前海樞紐及洪水橋的「過境線」與來往深圳機場及香港機場，經前海樞紐的「機場線」。
此外，該研究報告亦建議將穗深城際鐵路深圳機場至前海段，與西部過境線共線。
| 車站名稱                           | 换乘路线                                               | 所在區域       | 所在區域   |
| ---------------------------------- | ------------------------------------------------------ | -------------- | ---------- |
| 西部過境線                         |                                                        |                |            |
| 深圳機場                           | 穗深城際鐵路 深圳地鐵机场站： 11号线                   | 深圳市         | 宝安區     |
| 前海樞紐                           | 穗深城際鐵路 深圳地鐵前海灣站： 1号线、 5号线、 11号线 | 深圳市         | 前海自貿區 |
| 中港邊界                           |                                                        |                |            |
| 香港機場                           | 港鐵機場、博覽館站：機場快綫                           | 香港特別行政區 | 離島區     |
| 西部過境支線                       |                                                        |                |            |
| ↑ 接入西部過境線主線（深圳方向） ↑ |                                                        |                |            |
| 洪水橋                             | 港鐵洪水橋站：屯馬綫                                   | 香港特別行政區 | 元朗區     |

#### 前海綜合樞紐

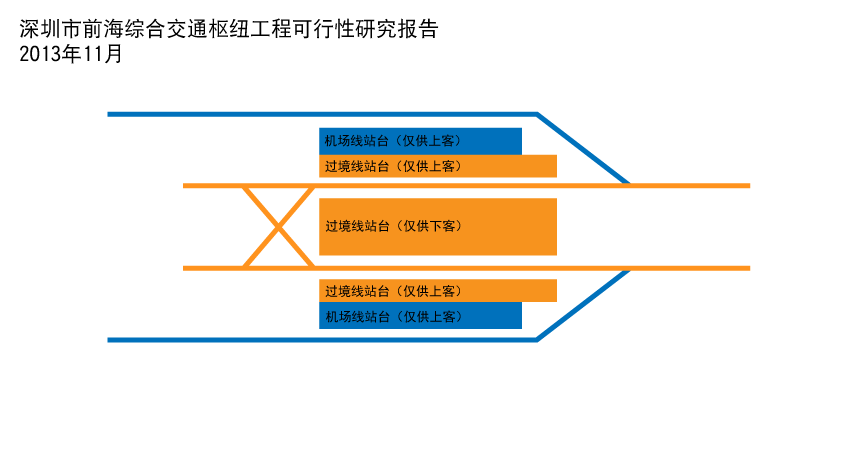
前海綜合樞紐之西部過境線站線配置圖

| 樓層     | 用途                       | 用途             | 用途                                |
| -------- | -------------------------- | ---------------- | ----------------------------------- |
| 1-32樓   | 辦公室、商場               | 辦公室、商場     | 辦公室、商場                        |
| 地下一層 | 出入境口岸大廳（港澳旅客） | 交通轉換層       | 物業開發層                          |
| 地下二層 | 入境口岸大廳（非港澳旅客） | 交通轉換層       | 1号线、 5号线、 11号线 前海灣站站廳 |
| 地下三層 | 西部過境線站廳             | 停車層           | 1号线、 5号线、 11号线 站臺         |
| 地下四層 | 西部過境線站臺             | 穗深城際鐵路站臺 | 停車層                              |

### 2019年：《深圳市綜合交通「十三五」規劃》
2019年5月，香港本土研究社表示從《深圳市綜合交通「十三五」規劃》等文件中顯示出深圳方面打算重啟深港西部快軌的計劃。同年7月，廣東省政府公布的《粵港澳大灣區建設三年行動計劃（2018-2020年）》 （页面存档备份，存于）當中披露「與香港合作推動深港西部快速軌道的論證和規劃建設」，本土研究社表示種種跡象顯示中國政府對興建快軌仍未「死心」，憂慮項目會變成跨境大白象工程。2020年7月30日，国家发展改革委批复的《粤港澳大湾区（城际）铁路建设规划》中，港深西部快軌為「遠期及遠期研究城際鐵路項目」。

### 2020年代規劃
2023年4月，深圳市规划和自然资源局公佈《深圳市南山区国土空间分区规划 （2021-2035）》，當中就有披露中方對港深西部鐵路深圳段的規劃，即由前海灣站向東南延伸，沿東濱路南側到位於深圳灣口岸北端的擬設「鐵路樞紐」。
值得一提的是，深圳政府規劃的路線南端正好與香港政府2021年規劃的走線北端吻合。
| 車站名稱     | 换乘路线                                               | 所在區域 | 所在區域   |
| ------------ | ------------------------------------------------------ | -------- | ---------- |
| 港深西部鐵路 |                                                        |          |            |
| ↑ 往香港 ↑   |                                                        |          |            |
| 深圳灣口岸   | 深圳地鐵深圳灣口岸站： 13号线                          | 深圳市   | 南山區     |
| 前海灣       | 穗深城際鐵路 深圳地鐵前海灣站： 1号线、 5号线、 11号线 | 深圳市   | 前海自貿區 |

2025年5月，深圳地铁集团发布港深西部铁路深圳段工可研究招标公告，当中披露：该线在仅在香港厦村设车辆段；线路速度目标值140公里/小时，采用8编组市域A型车运营（车站土建以10节编组预留）；信号系统采用CBTC及移动闭塞方式。

## 營運單位
暫時尚未有定案，有可能是兩地的機場共同營運。而根據香港文匯報報導，港鐵公司於2007年曾表示有意參與探討這個計劃。

## 民間建議
- 香港智經研究中心在2007年8月發表的「建構港深都會研究報告[17]」中亦建議利用上述支線加強深港兩地機場之間的聯繫，以打造「港深超級空港」。在2007-2008年度香港施政報告中，亦提出以鐵路連接港深機場[18]。
- 香港一國兩制研究中心於2009年1月發表的研究報告認為，深港機場高鐵不應只連接兩地機場，而是擴大至連接逐步兴建中的珠江三角洲地区城际轨道交通，令港深機場高鐵能夠變成香港機場通往珠三角所有市鎮的機場快線，服務珠三角近5千萬人口。

## 註解
1. ↑  此站鄰近將會興建車廠，供港深西部鐵路使用
2. ↑  屆時此站東北方將會興建車廠，供港島西至洪水橋鐵路使用